# Kirknewton
Kirknewton – wieś w Anglii, w hrabstwie Northumberland. Leży 74 km na północny zachód od miasta Newcastle upon Tyne i 470 km na północ od Londynu. W 2001 miejscowość liczyła 108 mieszkańców.